# Gug Tape-je Lale
Gug Tape-je Lale – wieś w Iranie, w ostanie Azerbejdżan Zachodni, w szahrestanie Mijandoab. W 2006 roku liczyła 332 mieszkańców.